# Wakaleo
Wakaleo — викопний рід австралійських м'ясоїдних ссавців родини Thylacoleonidae (сумчастолевові), що відносяться до міоцену й досягали розмірів сучасних динго чи гепардів. Вага Wakaleo vanderleueri становила 44—56 кг. У той час як усі автори погоджуються із тим, що Priscileo є предком Thylacoleo статус Wakaleo не такий певний. Етимологія: «waka» мовою корінних австралійців — «малий», лат. leo — «лев». Згідно з нещодавньою роботою Анни Ґілеспі, раніше описаний вид Priscileo pitikantensis відрізняється від представників роду Wakaleo лише розмірами й деякими іншими характеристиками, які можна вважати міжвидовими. Таким чином, цей вид має носити назву Wakaleo pitikantensis. У цій же роботі було описано новий вид роду, Wakaleo hilmeri (Gillespie, 2007).